# 3371 Giacconi
3371 Giacconi este un asteroid din centura principală, descoperit pe 14 septembrie 1955, de Goethe Link Obs..